# Деккер, Крис
Кри́стоффел (Крис) Хе́ндрик Де́ккер (нидерл. Christoffel "Chris" Hendrik Dekker; род. 6 декабря 1945, Ког-ан-де-Зан, Северная Голландия) — нидерландский футболист и футбольный тренер. Играл на позициях центрального полузащитника и защитника.

## Карьера

### Клубная
Начал карьеру в любительском клубе «Занстрек», позже стал игроком профессионального клуба «АЗ-67». В первом же сезоне в высшем дивизионе принял участие в 32 матчах и забил 4 гола. Позже один сезон отыграл в клубе НЕК, затем перешёл в амстердамский ДВС, а после его реорганзации играл за «Амстердам». В составе «Амстердама» участвовал в розыгрыше Кубка УЕФА 1974/75: до ухода из команды провёл 4 матча и забил 1 гол.
В январе 1975 года стал игроком МВВ, в составе которого вылетел из Эредивизи. Следующим клубом в карьере Деккера стал бельгийский «Шарлеруа», в котором он был одним из ведущих игроков и сыграл за команду более 100 матчей. В 1980 году полгода на правах аренды выступал за гонконгский «Сейко», в котором традиционно играло много голландских футболистов.
Завершал карьеру в Нидерландах, играл в роттердамской «Спарте» и ситтардской «Фортуне», за которую выступал почти до 40 лет. Последний матч в составе «Фортуны» провёл 10 марта 1985 года против своей бывшей команды — «Спарты».

### В сборной
Провёл одну игру за сборную Нидерландов. 27 марта 1974 года вышел на замену вместо Йохана Нескенса в товарищеском матче против сборной Австрии, завершившемся со счётом 1:1. Входил в число кандидатов на поездку на чемпионат мира 1974 года, но в итоговую заявку включён не был.

### Тренерская
Сразу после завершения игровой карьеры стал тренером. Шесть лет, до 1991 года работал с молодёжью «Фортуны», после чего один сезон возглавлял «Эйндховен». Был приглашён в «Фортуну», но вылетел вместе с командой в первый дивизион, а весной 1994 года был уволен за неудовлетворительные результаты. В течение следующего года работал с клубом «Аль-Джазира» из ОАЭ.
Вернувшись в Нидерланды, тренировал «Ден Босх» и юношескую команду «Фейеноорда», затем вновь работал на Ближнем Востоке — на сей раз с юношеской сборной Катара. Последним на сегодня клубом Деккера стала «родная» ситтардская «Фортуна», которую он покинул летом 2006 года.

## Статистика

### Матчи Деккера за сборную Нидерландов
| Матчи Деккера за сборную Нидерландов | Матчи Деккера за сборную Нидерландов | Матчи Деккера за сборную Нидерландов | Матчи Деккера за сборную Нидерландов | Матчи Деккера за сборную Нидерландов | Матчи Деккера за сборную Нидерландов |
| ------------------------------------ | ------------------------------------ | ------------------------------------ | ------------------------------------ | ------------------------------------ | ------------------------------------ |
| №                                    | Дата                                 | Соперник                             | Счёт                                 | Голы Деккера                         | Соревнование                         |
| 1                                    | 27 марта 1974                        | Австрия                              | 1:1                                  | —                                    | Товарищеский матч                    |

Итого: 1 матч / 0 голов; 0 побед, 1 ничья, 0 поражений.